# Чайка, Людек
Людек Чайка (чеш. Luděk Čajka, 3 ноября 1963, Чески-Тешин — 14 февраля 1990, Кошице) — чехословацкий хоккеист, защитник. Бронзовый призёр чемпионата мира 1987 года. Скончался в 26 лет после травм, полученных 5 января 1990 года при падении головой в борт во время матча чемпионата Чехословакии в Кошице.

## Биография
Людек Чайка  — воспитанник ХК «Гавиржов». Начал играть в хоккей в 12 лет, в 18 лет дебютировал в 3-й чехословацкой лиге. В 1983 году перешёл в клуб «Злин», за который играл до своей смерти. Исключением были два сезона, с 1983 по 1985 год, проведённые в армейской команде «Дукла» Йиглава.
Чайка считался одним из самых лучших чехословацких защитников. 14 апреля 1985 года Чайка дебютировал в сборной Чехословакии в матче против сборной Канады, который закончился со счётом 6:2 в пользу чехословацкой команды. В составе сборной стал бронзовым призёром чемпионата мира 1987 года. Принимал участие в Кубке Канады 1987 года. В том же 1987 году, был выбран клубом «Нью-Йорк Рейнджерс» на драфте НХЛ. Последний матч за сборную он провёл 22 декабря 1989 года, в матче турнира на Приз Известий против сборной ФРГ.

### Смерть
5 января 1990 года в гостевом матче 32-го тура чемпионата Чехословакии с «Кошице» за 2 минуты и 2 секунды до конца матча Чайка, пытаясь коснуться шайбы первым, чтобы избежать проброса, потерял равновесие и на большой скорости врезался головой в борт. Падение привело к перелому первого и второго шейных позвонков с тяжёлым повреждением спинного мозга. Через 40 дней, 14 февраля 1990 года Чайка скончался в больнице города Кошице.

## Последствия смерти
Смерть Людека Чайки привела к изменениям в правилах. Чайка в момент столкновения пытался опередить соперника Антона Бартануса, чтобы первым коснуться шайбы для избежания проброса. После этого правила в соревнованиях ИИХФ поменялись: проброс фиксировался в тот момент, когда шайба пересекала линию параллельно воротам защищающейся команды. Начиная с сезона 2014/15 правила поменялись, стало действовать так называемое гибридное правило проброса. В этом случае проброс не фиксируется, если нападающий атакующей команды явно успевает к шайбе первым.

## Память
В честь Людека Чайки назван зимний стадион в городе Злин, где проводит свои домашние матчи одноимённая команда. Под сводом арены висит свитер Людека Чайки с номером 26, под которым он играл.
13 декабря 2017 года был принят в зал славы чешского хоккея.

## Достижения
Серебряный призёр чемпионата Чехословакии 1986 и 1987
 Бронзовый призёр чемпионата Чехословакии 1985 и чемпионата мира 1987

## Статистика
- Чемпионат Чехословакии — 297 игр, 85 очков (33 шайбы + 52 передачи)
- Сборная Чехословакии — 58 игр, 3 шайбы
- Всего за карьеру — 355 игр, 36 шайб

## Семья
Людек Чайка был женат. У них с женой Ренатой в 1984 году родилась дочь Маркета.